# Ryan Mendes
Ryan Isaac Mendes da Graça (Fogo, 8 gennaio 1990) è un calciatore capoverdiano, attaccante del Kocaelispor e della nazionale capoverdiana.

## Biografia
Suo padre è un pittore, mentre la madre gestisce un negozio di alimentari; fa parte di una famiglia composta da lui, i genitori e tre fratelli ed una sorella.

## Carriera

### Club

#### Gli anni nelle giovanili
La sua carriera da calciatore inizia nel 1994, a quattro anni, quando viene acquistato dal Ribeira Bote per militare nelle varie divisioni giovanili del club. Dopo sei stagioni trascorse con il club rossonero, si trasferisce all'Académica do Mindelo e nel 2002 passa al Derby dove ci rimarrà per cinque anni, prima di essere acquistato dal Batuque.

#### Le Havre
Nel 2006 si trasferisce al Le Havre per militare nella formazione primavera.
Dopo due anni, esattamente nel 2009, compie il suo debutto in prima squadra durante il match giocatosi contro il Saint-Étienne. La sua prima stagione da calciatore professionista si conclude con una sola presenza in Ligue 1 e la retrocessione del club di Le Havre in Ligue 2.
L'anno successivo debutta in Coupe de la Ligue nel match contro il Tours subentrando al suo compagno di squadra Nikola Nikezić. Il 21 agosto 2009 debutta in Ligue 2 nel match contro l'Angers e in quell'occasione riceve anche la sua prima ammonizione in carriera. Conclude la stagione con quattordici presenze ed una sola rete messa a segno.
Il 15 gennaio 2011 segna il gol bandiera durante il match perso con il risultato di 2 a 1 in favore dell'Ajaccio. Sempre quell'anno gioca anche una partita con il Le Havre B. Colleziona 34 presenze con un gol nel campionato chiuso al nono posto.
Nella stagione 2011-2012 gioca da titolare; il 22 luglio segna la sua prima doppietta in carriera nella partita di Coupe de la Ligue contro il Metz.

#### Lilla
Nell'estate del 2012 viene acquistato dal Lilla per 3000000 €. Esordisce con la squadra allenata da Rudi Garcia l'11 agosto 2012 nella vittoria per 2-1 sul campo del Saint-Etienne. Il 19 settembre 2012 esordisce in Champions League nella sconfitta per 1-3 in casa contro il Bate Borisov. Il primo gol arriva 6 ottobre 2012 nella vittoria per 2-0 contro l'Ajaccio. Segna il secondo gol nella vittoria per 4-1 contro il Montpellier. Il 12 gennaio 2013 si procura un infortunio all'articolazione del piede che lo terrà fermo fino a fine stagione. Conclude la prima stagione con la nuova squadra con 12 presenze e 2 gol.
Nella stagione 2013-2014 trova la prima presenza il 17 agosto 2013 nella sconfitta per 2-1 sul campo dello Stade Reims. Nell'occasione regala un assist al minuto 88' al compagno Marko Basa che fissa il risultato sul definitivo 2-1. Il 15 settembre 2013 è costretto a uscire al minuto 69' a causa di un nuovo infortunio al piede nella partita persa 0-2 in casa contro il Nizza che lo farà stare lontano dai campi per circa 3 mesi. Torna a giocare il 17 gennaio 2014 nella sconfitta esterna per 2-0 ad opera del Saint-Etienne. L'8 febbraio 2014 trova il primo gol stagionale nella gara vinta in casa per 2-0 contro il Sochaux con un bel destro sul secondo palo al minuto 93'. Il 16 febbraio 2014 trova anche il secondo gol stagionale nella gara pareggiata 2-2 sul campo dell'Evian TG con un tiro cross al minuto 92' che si insacca sotto la traversa ed evita all'ultimo minuto la sconfitta alla sua squadra.
La prima presenza nella stagione 2014-2015 la trova il 30 luglio 2014 nella gara vinta 0-2 in Svizzera sul campo del Grasshopper valida per l'andata del terzo turno preliminare di Champions League. Nell'occasione serve l'assist al compagno Corchia per il gol dello 0-1 e poi segna il gol dello 0-2 nel secondo tempo.

#### Nottingham Forest
Il 4 settembre 2015 viene annunciato il suo passaggio in prestito agli inglesi del Nottingham Forest. Debutta nella Football League Championship il 12 settembre nella partita contro il QPR, servendo l'assist per il gol vittoria di Nélson Oliveira. Realizza il primo gol con la maglia del Forest il 24 settembre nella trasferta di Huddersfield. La seconda rete arriva il 19 dicembre contro il Milton Keynes, partita dove ha messo a segno anche un assist per Nélson Oliveira.

#### Ritorno al Lilla
Rientrato al Lilla, comincia la nuova stagione segnando il gol del pareggio nell'andata del terzo turno preliminare di Europa League contro gli azeri del Qəbələ.

### Nazionale
Debutta con l'Under-17 nel 2006 per prendere parte ad alcune amichevoli totalizzando nell'arco di un anno nove presenze e due gol.
Nel 2007 passa nell'Under-21 sempre per disputare alcune amichevoli e, a fine anno, totalizza otto presenze e una sola rete.
L'11 agosto 2010, a vent'anni, debutta con la Nazionale maggiore nel match contro il Senegal. Nel 2011 prende parte alle qualificazioni per la Coppa d'Africa edizione 2012.

## Statistiche

### Presenze e reti nei club
Statistiche aggiornate al 29 gennaio 2024
| Stagione           | Squadra            | Campionato         | Campionato | Campionato | Coppe nazionali | Coppe nazionali | Coppe nazionali | Coppe continentali | Coppe continentali | Coppe continentali | Altre coppe | Altre coppe | Altre coppe | Totale | Totale |
| Stagione           | Squadra            | Comp               | Pres       | Reti       | Comp            | Pres            | Reti            | Comp               | Pres               | Reti               | Comp        | Pres        | Reti        | Pres   | Reti   |
| ------------------ | ------------------ | ------------------ | ---------- | ---------- | --------------- | --------------- | --------------- | ------------------ | ------------------ | ------------------ | ----------- | ----------- | ----------- | ------ | ------ |
| 2008-2009          | Le Havre           | L1                 | 1          | 0          | CF+CdL          | -               | -               | -                  | -                  | -                  | -           | -           | -           | 1      | 0      |
| 2009-2010          | Le Havre           | L2                 | 14         | 0          | CF+CdL          | 1+              | 0+0             | -                  | -                  | -                  | -           | -           | -           | 15     | 0      |
| 2010-2011          | Le Havre           | L2                 | 32         | 4          | CF+CdL          | 0+2             | 0+0             | -                  | -                  | -                  | -           | -           | -           | 34     | 4      |
| 2011-2012          | Le Havre           | L2                 | 37         | 15         | CF+CdL          | 2+2             | 1+2             | -                  | -                  | -                  | -           | -           | -           | 38     | 16     |
| Totale Le Havre    | Totale Le Havre    | Totale Le Havre    | 84         | 19         |                 | 7               | 3               |                    | 0                  | 0                  |             | 0           | 0           | 91     | 22     |
| 2012-2013          | Lilla              | L1                 | 25         | 5          | CF+CdL          | 3+0             | 0+0             | UCL                | 3                  | 0                  | -           | -           | -           | 31     | 5      |
| 2013-2014          | Lilla              | L1                 | 0          | 0          | CF+CdL          | 0+0             | 0+0             | -                  | -                  | -                  | -           | -           | -           | 0      | 0      |
| 2014-2015          | Lilla              | L1                 | 19         | 2          | CF+CdL          | 0+2             | 0+0             | UCL+UEL            | 4+6                | 1+0                | -           | -           | -           | 31     | 3      |
| 2015-2016          | Nottingham Forest  | FLC                | 32         | 2          | CI+CdL          | 0+2             | 0+0             | -                  | -                  | -                  | -           | -           | -           | 34     | 2      |
| 2016-gen.2017      | Lilla              | L1                 | 7          | 0          | CF+CdL          | 0+0             | 0+0             | UEL                | 2                  | 1                  | -           | -           | -           | 9      | 1      |
| Totale Lilla       | Totale Lilla       | Totale Lilla       | 51         | 7          |                 | 5               | 0               |                    | 15                 | 2                  |             | 0           | 0           | 71     | 9      |
| gen.-giu.2017      | Kayserispor        | SL                 | 6          | 1          | TK              | 1               | 0               | -                  | -                  | -                  | -           | -           | -           | 7      | 1      |
| 2017-2018          | Kayserispor        | SL                 | 33         | 4          | TK              | 6               | 3               | -                  | -                  | -                  | -           | -           | -           | 39     | 7      |
| Totale Kayserispor | Totale Kayserispor | Totale Kayserispor | 39         | 5          |                 | 7               | 3               |                    | -                  | -                  |             | -           | -           | 46     | 8      |
| 2018-2019          | Sharjah            | UPL                | 24         | 11         | PC+CdL          | 2+0             | 3+0             | -                  | -                  | -                  | -           | -           | -           | 26     | 14     |
| 2019-2020          | Sharjah            | UPL                | 20         | 9          | CdL             | 3               | 1               | ACL                | 2                  | 1                  | SC          | 1           | 0           | 26     | 11     |
| Totale Sharjah     | Totale Sharjah     | Totale Sharjah     | 44         | 20         |                 | 5               | 4               |                    | 2                  | 1                  |             | 1           | 0           | 52     | 25     |
| 2020-2021          | Al-Nasr            | UPL                | 22         | 6          | PC+CdL          | 2+5             | 0+1             | -                  | -                  | -                  | -           | -           | -           | 29     | 7      |
| 2021-2022          | Al-Nasr            | UPL                | 22         | 4          | PC+CdL          | 1+3             | 0+0             | -                  | -                  | -                  | -           | -           | -           | 26     | 4      |
| 2022-2023          | Al-Nasr            | UPL                | 24         | 5          | PC+CdL          | 2+4             | 0+1             | -                  | -                  | -                  | -           | -           | -           | 30     | 6      |
| Totale Al Nassr    | Totale Al Nassr    | Totale Al Nassr    | 68         | 15         |                 | 17              | 2               |                    | -                  | -                  |             | -           | -           | 85     | 17     |
| 2023-2024          | Fatih Karagümrük   | SL                 | 13         | 2          | TK              | 0               | 0               | -                  | -                  | -                  | -           | -           | -           | 13     | 2      |
| Totale carriera    | Totale carriera    | Totale carriera    | 338        | 70         |                 | 43              | 12              |                    | 17                 | 3                  |             | 1           | 0           | 399    | 85     |

### Cronologia presenze e reti in nazionale
| Cronologia completa delle presenze e delle reti in nazionale ― Capo Verde | Cronologia completa delle presenze e delle reti in nazionale ― Capo Verde | Cronologia completa delle presenze e delle reti in nazionale ― Capo Verde | Cronologia completa delle presenze e delle reti in nazionale ― Capo Verde | Cronologia completa delle presenze e delle reti in nazionale ― Capo Verde | Cronologia completa delle presenze e delle reti in nazionale ― Capo Verde | Cronologia completa delle presenze e delle reti in nazionale ― Capo Verde | Cronologia completa delle presenze e delle reti in nazionale ― Capo Verde |
| Data                                                                      | Città                                                                     | In casa                                                                   | Risultato                                                                 | Ospiti                                                                    | Competizione                                                              | Reti                                                                      | Note                                                                      |
| ------------------------------------------------------------------------- | ------------------------------------------------------------------------- | ------------------------------------------------------------------------- | ------------------------------------------------------------------------- | ------------------------------------------------------------------------- | ------------------------------------------------------------------------- | ------------------------------------------------------------------------- | ------------------------------------------------------------------------- |
| 11-8-2010                                                                 | Dakar                                                                     | Senegal                                                                   | 1 – 0                                                                     | Capo Verde                                                                | Amichevole                                                                | -                                                                         | 58’                                                                       |
| 10-10-2010                                                                | Harare                                                                    | Zimbabwe                                                                  | 0 – 0                                                                     | Capo Verde                                                                | Qual. Coppa d'Africa 2012                                                 | -                                                                         | 71’                                                                       |
| 16-11-2010                                                                | Lisbona                                                                   | Guinea-Bissau                                                             | 1 – 2                                                                     | Capo Verde                                                                | Amichevole                                                                | -                                                                         | 78’                                                                       |
| 26-3-2011                                                                 | Praia                                                                     | Capo Verde                                                                | 4 – 2                                                                     | Liberia                                                                   | Qual. Coppa d'Africa 2012                                                 | -                                                                         | 76’                                                                       |
| 5-6-2011                                                                  | Monrovia                                                                  | Liberia                                                                   | 1 – 0                                                                     | Capo Verde                                                                | Qual. Coppa d'Africa 2012                                                 | -                                                                         | 60’                                                                       |
| 3-9-2011                                                                  | Bamako                                                                    | Mali                                                                      | 3 – 0                                                                     | Capo Verde                                                                | Qual. Coppa d'Africa 2012                                                 | -                                                                         | 65’                                                                       |
| 8-10-2011                                                                 | Praia                                                                     | Capo Verde                                                                | 2 – 1                                                                     | Zimbabwe                                                                  | Qual. Coppa d'Africa 2012                                                 | 1                                                                         | 69’                                                                       |
| 29-2-2012                                                                 | Antananarivo                                                              | Madagascar                                                                | 0 – 4                                                                     | Capo Verde                                                                | Qual. Coppa d'Africa 2012                                                 | 1                                                                         |                                                                           |
| 9-6-2012                                                                  | Praia                                                                     | Capo Verde                                                                | 1 – 2                                                                     | Tunisia                                                                   | Qual. Mondiali 2014                                                       | -                                                                         | 55’                                                                       |
| 16-6-2012                                                                 | Praia                                                                     | Capo Verde                                                                | 3 – 1                                                                     | Madagascar                                                                | Qual. Coppa d'Africa 2013                                                 | 2                                                                         |                                                                           |
| 14-10-2012                                                                | Yaoundé                                                                   | Camerun                                                                   | 2 – 1                                                                     | Capo Verde                                                                | Qual. Coppa d'Africa 2013                                                 | -                                                                         | 45’                                                                       |
| 9-1-2013                                                                  | Faro                                                                      | Capo Verde                                                                | 0 – 0                                                                     | Nigeria                                                                   | Amichevole                                                                | -                                                                         | 46’                                                                       |
| 19-1-2013                                                                 | Johannesburg                                                              | Sudafrica                                                                 | 0 – 0                                                                     | Capo Verde                                                                | Coppa d'Africa 2013 - 1º turno                                            | -                                                                         | 85’                                                                       |
| 23-1-2013                                                                 | Durban                                                                    | Marocco                                                                   | 1 – 1                                                                     | Capo Verde                                                                | Coppa d'Africa 2013 - 1º turno                                            | -                                                                         | 38’ 75’                                                                   |
| 27-1-2013                                                                 | Port Elizabeth                                                            | Capo Verde                                                                | 2 – 1                                                                     | Angola                                                                    | Coppa d'Africa 2013 - 1º turno                                            | -                                                                         |                                                                           |
| 2-2-2013                                                                  | Port Elizabeth                                                            | Ghana                                                                     | 2 – 0                                                                     | Capo Verde                                                                | Coppa d'Africa 2013 - Quarti di finale                                    | -                                                                         | 51’                                                                       |
| 7-9-2013                                                                  | Tunisi                                                                    | Tunisia                                                                   | 3 – 0                                                                     | Capo Verde                                                                | Qual. Mondiali 2014                                                       | -                                                                         |                                                                           |
| 5-3-2014                                                                  | Lussemburgo                                                               | Lussemburgo                                                               | 0 – 0                                                                     | Capo Verde                                                                | Amichevole                                                                | -                                                                         | 66’                                                                       |
| 10-9-2014                                                                 | Praia                                                                     | Capo Verde                                                                | 1 – 1                                                                     | Zambia                                                                    | Qual. Coppa d'Africa 2015                                                 | 1                                                                         | 64’                                                                       |
| 15-11-2014                                                                | Praia                                                                     | Capo Verde                                                                | 3 – 1                                                                     | Niger                                                                     | Qual. Coppa d'Africa 2015                                                 | -                                                                         | 72’                                                                       |
| 7-1-2015                                                                  | Praia                                                                     | Capo Verde                                                                | 1 – 1                                                                     | Guinea Equatoriale                                                        | Amichevole                                                                | -                                                                         | 45’                                                                       |
| 10-1-2015                                                                 | Dakar                                                                     | Capo Verde                                                                | 3 – 2                                                                     | Rep. del Congo                                                            | Amichevole                                                                | -                                                                         | 62’                                                                       |
| 18-1-2015                                                                 | Ebibeyin                                                                  | Tunisia                                                                   | 1 – 1                                                                     | Capo Verde                                                                | Coppa d'Africa 2015 - 1º turno                                            | -                                                                         | 74’                                                                       |
| 22-1-2015                                                                 | Ebibeyin                                                                  | Capo Verde                                                                | 0 – 0                                                                     | RD del Congo                                                              | Coppa d'Africa 2015 - 1º turno                                            | -                                                                         | 71’                                                                       |
| 28-1-2015                                                                 | Ebibeyin                                                                  | Capo Verde                                                                | 0 – 0                                                                     | Zambia                                                                    | Coppa d'Africa 2015 - 1º turno                                            | -                                                                         | 57’                                                                       |
| 31-3-2015                                                                 | Estoril                                                                   | Portogallo                                                                | 0 – 2                                                                     | Capo Verde                                                                | Amichevole                                                                | -                                                                         | 81’                                                                       |
| 6-9-2015                                                                  | Il Cairo                                                                  | Libia                                                                     | 1 – 2                                                                     | Capo Verde                                                                | Qual. Coppa d'Africa 2017                                                 | 1                                                                         | 80’                                                                       |
| 13-11-2015                                                                | Nairobi                                                                   | Kenya                                                                     | 1 – 0                                                                     | Capo Verde                                                                | Qual. Mondiali 2018                                                       | -                                                                         | 55’                                                                       |
| 26-3-2016                                                                 | Praia                                                                     | Capo Verde                                                                | 0 – 1                                                                     | Marocco                                                                   | Qual. Coppa d'Africa 2017                                                 | -                                                                         | 61’                                                                       |
| 29-3-2016                                                                 | Marrakech                                                                 | Marocco                                                                   | 2 – 0                                                                     | Capo Verde                                                                | Qual. Coppa d'Africa 2017                                                 | -                                                                         |                                                                           |
| 4-6-2016                                                                  | Sao Tomé                                                                  | São Tomé e Príncipe                                                       | 1 – 2                                                                     | Capo Verde                                                                | Qual. Coppa d'Africa 2017                                                 | -                                                                         | 81’                                                                       |
| 3-9-2016                                                                  | Praia                                                                     | Capo Verde                                                                | 0 – 1                                                                     | Libia                                                                     | Qual. Coppa d'Africa 2017                                                 | -                                                                         | 45’                                                                       |
| 11-6-2017                                                                 | Praia                                                                     | Capo Verde                                                                | 0 – 1                                                                     | Uganda                                                                    | Qual. Coppa d'Africa 2019                                                 | -                                                                         | 58’                                                                       |
| 1-9-2017                                                                  | Praia                                                                     | Capo Verde                                                                | 2 – 1                                                                     | Sudafrica                                                                 | Qual. Mondiali 2018                                                       | -                                                                         |                                                                           |
| 5-9-2017                                                                  | Durban                                                                    | Sudafrica                                                                 | 1 – 2                                                                     | Capo Verde                                                                | Qual. Mondiali 2018                                                       | -                                                                         | 85’                                                                       |
| 7-10-2017                                                                 | Praia                                                                     | Capo Verde                                                                | 0 – 2                                                                     | Senegal                                                                   | Qual. Mondiali 2018                                                       | -                                                                         |                                                                           |
| 14-11-2017                                                                | Ouagadougou                                                               | Burkina Faso                                                              | 4 – 0                                                                     | Capo Verde                                                                | Qual. Mondiali 2018                                                       | -                                                                         |                                                                           |
| 1-6-2018                                                                  | Algeri                                                                    | Algeria                                                                   | 2 – 3                                                                     | Capo Verde                                                                | Amichevole                                                                | 1                                                                         | 83’                                                                       |
| 9-9-2018                                                                  | Maseru                                                                    | Lesotho                                                                   | 1 – 1                                                                     | Capo Verde                                                                | Qual. Coppa d'Africa 2019                                                 | -                                                                         | 78’                                                                       |
| 17-11-2018                                                                | Kampala                                                                   | Uganda                                                                    | 1 – 0                                                                     | Capo Verde                                                                | Qual. Coppa d'Africa 2019                                                 | -                                                                         | 45’                                                                       |
| 24-3-2019                                                                 | Praia                                                                     | Capo Verde                                                                | 0 – 0                                                                     | Lesotho                                                                   | Qual. Coppa d'Africa 2019                                                 | -                                                                         |                                                                           |
| 10-10-2019                                                                | Fos-sur-Mer                                                               | Capo Verde                                                                | 2 – 1                                                                     | Togo                                                                      | Amichevole                                                                | -                                                                         | 60’                                                                       |
| 13-11-2019                                                                | Yaoundé                                                                   | Camerun                                                                   | 0 – 0                                                                     | Capo Verde                                                                | Qual. Coppa d'Africa 2019                                                 | -                                                                         | Cap.                                                                      |
| 18-11-2019                                                                | Praia                                                                     | Capo Verde                                                                | 2 – 2                                                                     | Mozambico                                                                 | Qual. Coppa d'Africa 2019                                                 | 1                                                                         | Cap. 87’                                                                  |
| 7-10-2020                                                                 | Andorra la Vella                                                          | Andorra                                                                   | 1 – 2                                                                     | Capo Verde                                                                | Amichevole                                                                | 2                                                                         | Cap. 89’                                                                  |
| 10-10-2020                                                                | Faro                                                                      | Capo Verde                                                                | 1 – 2                                                                     | Guinea                                                                    | Amichevole                                                                | -                                                                         | 46’                                                                       |
| 12-11-2020                                                                | Praia                                                                     | Capo Verde                                                                | 0 – 0                                                                     | Ruanda                                                                    | Qual. Coppa d'Africa 2021                                                 | -                                                                         | Cap.                                                                      |
| 17-11-2020                                                                | Kigali                                                                    | Ruanda                                                                    | 0 – 0                                                                     | Capo Verde                                                                | Qual. Coppa d'Africa 2021                                                 | -                                                                         | Cap.                                                                      |
| 26-3-2021                                                                 | Praia                                                                     | Capo Verde                                                                | 3 – 1                                                                     | Camerun                                                                   | Qual. Coppa d'Africa 2021                                                 | 1                                                                         | 70’ 90’                                                                   |
| 1-9-2021                                                                  | Douala                                                                    | Rep. Centrafricana                                                        | 1 – 1                                                                     | Capo Verde                                                                | Qual. Mondiali 2022                                                       | -                                                                         | Cap.                                                                      |
| 7-9-2021                                                                  | Praia                                                                     | Rep. Centrafricana                                                        | 1 – 1                                                                     | Capo Verde                                                                | Qual. Mondiali 2022                                                       | -                                                                         | Cap. 89’                                                                  |
| 7-10-2021                                                                 | Accra                                                                     | Liberia                                                                   | 1 – 2                                                                     | Capo Verde                                                                | Qual. Mondiali 2022                                                       | -                                                                         | Cap.                                                                      |
| 10-10-2021                                                                | Mindelo                                                                   | Capo Verde                                                                | 1 – 0                                                                     | Liberia                                                                   | Qual. Mondiali 2022                                                       | 1                                                                         | Cap. 90’                                                                  |
| 13-11-2021                                                                | Praia                                                                     | Capo Verde                                                                | 2 – 1                                                                     | Rep. Centrafricana                                                        | Qual. Mondiali 2022                                                       | -                                                                         | Cap.                                                                      |
| 16-11-2021                                                                | Lagos                                                                     | Nigeria                                                                   | 1 – 1                                                                     | Capo Verde                                                                | Qual. Mondiali 2022                                                       | -                                                                         | Cap.                                                                      |
| 13-1-2022                                                                 | Yaoundé                                                                   | Capo Verde                                                                | 0 – 1                                                                     | Burkina Faso                                                              | Coppa d'Africa 2021 - 1º turno                                            | -                                                                         | 73’                                                                       |
| 25-1-2022                                                                 | Bafoussam                                                                 | Senegal                                                                   | 2 – 0                                                                     | Capo Verde                                                                | Coppa d'Africa 2021 - Ottavi di finale                                    | -                                                                         | cap. 75’                                                                  |
| 23-3-2022                                                                 | Orleans                                                                   | Guadalupa                                                                 | 0 – 2                                                                     | Capo Verde                                                                | Amichevole                                                                | -                                                                         | Cap.                                                                      |
| 3-6-2022                                                                  | Marrakech                                                                 | Burkina Faso                                                              | 2 – 0                                                                     | Capo Verde                                                                | Qual. Coppa d'Africa 2023                                                 | -                                                                         | 78’                                                                       |
| 7-6-2022                                                                  | Marrakech                                                                 | Capo Verde                                                                | 2 – 0                                                                     | Togo                                                                      | Qual. Coppa d'Africa 2023                                                 | -                                                                         | 63’                                                                       |
| 23-9-2022                                                                 | Manama                                                                    | Bahamas                                                                   | 1 – 2                                                                     | Capo Verde                                                                | Amichevole                                                                | 1                                                                         |                                                                           |
| 24-3-2023                                                                 | Praia                                                                     | Capo Verde                                                                | 0 – 0                                                                     | eSwatini                                                                  | Qual. Coppa d'Africa 2023                                                 | -                                                                         | Cap. 88’                                                                  |
| 28-3-2023                                                                 | Nelspruit                                                                 | eSwatini                                                                  | 0 – 1                                                                     | Capo Verde                                                                | Qual. Coppa d'Africa 2023                                                 | 1                                                                         | Cap. 67’                                                                  |
| 12-6-2023                                                                 | Rabat                                                                     | Marocco                                                                   | 0 – 0                                                                     | Capo Verde                                                                | Amichevole                                                                | -                                                                         | cap. 73’                                                                  |
| 18-6-2023                                                                 | Praia                                                                     | Capo Verde                                                                | 3 – 1                                                                     | Burkina Faso                                                              | Qual. Coppa d'Africa 2023                                                 | -                                                                         | Cap. 88’ 89’                                                              |
| 10-9-2023                                                                 | Lomé                                                                      | Togo                                                                      | 3 – 2                                                                     | Capo Verde                                                                | Qual. Coppa d'Africa 2023                                                 | -                                                                         | Cap. 73’                                                                  |
| 12-10-2023                                                                | Costantina                                                                | Algeria                                                                   | 5 – 1                                                                     | Capo Verde                                                                | Amichevole                                                                | -                                                                         | 46’ 66’                                                                   |
| 16-11-2023                                                                | Praia                                                                     | Capo Verde                                                                | 0 – 0                                                                     | Angola                                                                    | Qual. Mondiali 2026                                                       | -                                                                         | Cap.                                                                      |
| 21-11-2023                                                                | Mbombela                                                                  | eSwatini                                                                  | 0 – 2                                                                     | Capo Verde                                                                | Qual. Mondiali 2026                                                       | 1                                                                         | Cap. 61’                                                                  |
| 10-1-2024                                                                 | Radès                                                                     | Tunisia                                                                   | 2 – 0                                                                     | Capo Verde                                                                | Amichevole                                                                | -                                                                         |                                                                           |
| 14-1-2024                                                                 | Abidjan                                                                   | Ghana                                                                     | 1 – 2                                                                     | Capo Verde                                                                | Coppa d'Africa 2023 - 1º turno                                            | -                                                                         | Cap. 68’                                                                  |
| 19-1-2024                                                                 | Abidjan                                                                   | Capo Verde                                                                | 3 – 0                                                                     | Mozambico                                                                 | Coppa d'Africa 2023 - 1º turno                                            | 1                                                                         | Cap.                                                                      |
| 22-1-2024                                                                 | Abidjan                                                                   | Capo Verde                                                                | 2 – 2                                                                     | Egitto                                                                    | Coppa d'Africa 2023 - 1º turno                                            | -                                                                         | Cap. 64’                                                                  |
| 29-1-2024                                                                 | Abidjan                                                                   | Capo Verde                                                                | 1 – 0                                                                     | Mauritania                                                                | Coppa d'Africa 2023 - Ottavi di finale                                    | 1                                                                         | Cap.                                                                      |
| 3-2-2024                                                                  | Yamoussoukro                                                              | Capo Verde                                                                | 0 – 0 dts (1 – 2 dtr)                                                     | Sudafrica                                                                 | Coppa d'Africa 2023 - Quarti di finale                                    | -                                                                         | Cap. 27’ 65’                                                              |
| 21-3-2024                                                                 | Gedda                                                                     | Capo Verde                                                                | 1 – 0                                                                     | Guyana                                                                    | Amichevole                                                                | 1                                                                         | Cap. 67’                                                                  |
| 25-3-2024                                                                 | Gedda                                                                     | Capo Verde                                                                | 1 – 0                                                                     | Guinea Equatoriale                                                        | Amichevole                                                                | -                                                                         | Cap. 84’                                                                  |
| 8-6-2024                                                                  | Douala                                                                    | Camerun                                                                   | 4 – 1                                                                     | Capo Verde                                                                | Qual. Mondiali 2026                                                       | -                                                                         | Cap. 62’                                                                  |
| 11-6-2024                                                                 | Praia                                                                     | Capo Verde                                                                | 1 – 0                                                                     | Libia                                                                     | Qual. Mondiali 2026                                                       | -                                                                         | Cap. 82’                                                                  |
| 6-9-2024                                                                  | Il Cairo                                                                  | Egitto                                                                    | 3 – 0                                                                     | Capo Verde                                                                | Qual. Coppa d'Africa 2025                                                 | -                                                                         | Cap. 72’                                                                  |
| 10-9-2024                                                                 | Praia                                                                     | Capo Verde                                                                | 2 – 0                                                                     | Mauritania                                                                | Qual. Coppa d'Africa 2025                                                 | 2                                                                         | Cap. 82’                                                                  |
| 10-10-2024                                                                | Praia                                                                     | Capo Verde                                                                | 0 – 1                                                                     | Botswana                                                                  | Qual. Coppa d'Africa 2025                                                 | -                                                                         | Cap. 73’                                                                  |
| 15-10-2024                                                                | Francistown                                                               | Botswana                                                                  | 1 – 0                                                                     | Capo Verde                                                                | Qual. Coppa d'Africa 2025                                                 | -                                                                         | 61’                                                                       |
| 15-11-2024                                                                | Praia                                                                     | Capo Verde                                                                | 1 – 1                                                                     | Egitto                                                                    | Qual. Coppa d'Africa 2025                                                 | 1                                                                         | Cap. 83’                                                                  |
| 20-3-2025                                                                 | Praia                                                                     | Capo Verde                                                                | 1 – 0                                                                     | Mauritius                                                                 | Qual. Mondiali 2026                                                       | -                                                                         | 71’                                                                       |
| 25-3-2025                                                                 | Luanda                                                                    | Angola                                                                    | 1 – 2                                                                     | Capo Verde                                                                | Qual. Mondiali 2026                                                       | -                                                                         | Cap. 77’                                                                  |
| 29-5-2025                                                                 | Kuala Lumpur                                                              | Malaysia                                                                  | 1 – 1                                                                     | Capo Verde                                                                | Amichevole                                                                | -                                                                         | 46’                                                                       |
| 8-6-2025                                                                  | Kutaisi                                                                   | Georgia                                                                   | 1 – 1                                                                     | Capo Verde                                                                | Amichevole                                                                | 1                                                                         | Cap. 27’ 87’                                                              |
| Totale                                                                    |                                                                           | Presenze (1º posto)                                                       | 88                                                                        |                                                                           | Reti (1º posto)                                                           | 22                                                                        |                                                                           |

## Palmarès

### Club

#### Competizioni nazionali
- Campionato emiratino: 1

Sharjah: 2018-2019
- Supercoppa degli Emirati Arabi Uniti: 1

Sharjah: 2019
- TFF 1. Lig: 1

Kocaelispor: 2024-2025